# Tolniki Wielkie
Tolniki Wielkie [tɔlˈniki ˈvjɛlkʲɛ] (en alemán: Tollnigk) es un pueblo ubicado en el distrito administrativo de Gmina Kiwity, dentro del Condado de Lidzbark, Voivodato de Varmia y Masuria, en Polonia del norte. Se encuentra aproximadamente a 8 kilómetros al suroeste de Kiwity, a 10 kilómetros al sureste de Lidzbark Warmińskí, y a 32 kilómetros al norte de la capital regional Olsztyn.
Antes de 1772, el área fue parte del Reino de Polonia, luego hasta 1945 fue de Prusia y Alemania (Prusia Oriental). Después de la Segunda Guerra Mundial, la población alemana fue expulsada y reemplazada por polacos. 
El pueblo tiene una población de 220 habitantes.